# شهاب الدين المرعشي النجفي
السيد شهاب الدين المرعشي النجفي (1315 هـ - 1411 هـ)، ولد عام 1315هـ في النجف وتوفي سنة 1411هـ في مدينة قم. كان من مراجع التقليد في المدرسة الإمامية، تصدّى لمقام المرجعية بعد رحيل السيد حسين البروجردي، حصل على درجة الاجتهاد في السابعة والعشرين من عمره. تتلمّذ على يد الشيخ عبد الكريم الحائري اليزدي وآقا ضياء الدين العراقي، وحضر عند السيد علي القاضي والسيد أحمد الكربلائي و الميرزا جواد ملكي تبريزي في الأخلاق والسير والسلوك. كما كان موافقاً للمنهج السياسي لروح الله الخميني، وقد تجلت معالم تلك الروحية الثورية لدى أبرز تلامذته.
من أبرز الخدمات الثقافية التي قدّمها السيد المرعشي تأسيس المكتبة العامّة المسمّاة باسمه والتي تحتوي على كم وافر من المخطوطات الإسلامية والكتب القيمة في شتى العلوم، وهي تتصدر قائمة المكتبات الإيرانية العامّة، وتقع في المرتبة الثالثة لأكبر المكتبات في العالم الإسلامي في هذا المجال، إضافة إلى هذا فقد قام بتأسيس مدارس علمية كالمرعشية والشهابية والمهدوية والمؤمنية، فبذل جميع ما بوسعه في سبيل العلم والاجتهاد والاحتفاظ بالتراث الإسلامي حتي أصبح لم يكن مستطيعاً لأداء فريضة الحج.
له الكثير من المؤلفات، منها: تعليقات على كتاب إحقاق الحق، مشجرات آل الرسول، طبقات النسابين، حاشية على عمدة الطالب.وكان قد تحمل عناء السفر والترحال إلى بعض البلدان واللقاء بعلمائها لأجل تدوين بعض مؤلفاته. دفن آية الله السيد شهاب الدين المرعشي النجفي بناء على وصيته عند مدخل المكتبة المرعشية في مدينة قم، شارع إرم.

## حياته

### النسب
يعود نسب السيد المرعشى إلى زين العابدين علي بن الحسين بعد (33) واسطة، فهو من السادة المرعشية الحسينية الذين ينتمون إلى جدّهم السيد علي المرعشي نسبة إلى مدينة مرعش الواقعة على الحدود التركية السورية.
هاجر جدّهم إلى إيران في القرن الثالث الهجري، واختار منطقة طبرستان (محافظة مازندران الراهنة) وطنا له حيث تزوج هناك. وتعد منطقة طبرستان المركز الذي انطلقت منه الأسرة المرعشية ويعود لها الفضل في تشيّع أبناء تلك الديار.
كان جدّه الخامس عشر السيد قوام الدين المشهور بمير بزرك طبيباً حاذقاً وشخصية كبيرة تصدت لحكم مدينة آمل الإيرانية في القرن السابع الهجري، ولا يزال ضريحه يمثل معلما ًمن معالم المدينة في منطقة سبز ميدان آمل. توسع نطاق حركة السادة المعرشيين في العصر الصفوي فصاهروا الأسرة الصفوية عن طريق السيدة والدة الشاه عباس الصفوي كأوّل علوية دخلت البيت الصفوي من السادة المرعشيين.
من أبرز أجداده شريف الدين المرعشي (المتوفى 1316ه) الذي مارس الطبابة ما يقرب من الثمانين عاماً، ومات عن عمر ناهز 114 سنة، وكان بارعاً في إعداد الأسنان الصناعية وخبيراً في النحل كانت جدته السيدة شمس الدين شرف خانم من أسرة الطبأطبائي التبريزي ومن النساء الكاملات. ومن أبرز رجالات الأسرة المرعشية في العصر الصفوي السيد أمير عبد الغفار وولده قاضي القضاة عبد الوهاب، وغيرهم من أعلام تلك الأسرة.
والده السيد محمود المرعشي المولود سنة 1270 ه كان قد تزوج سنة 1311 ه من العلوية فاطمة السبزواري بنت السيد حسين الحسيني، فانجبت له ولده عليّا، وبعد أن انفصل عنها تزوج سنة 1314ه من العلوية صاحبه خانم حفيدة آية الله السيد مهدي الحسيني التي أنجبت له كلا من السيد شهاب الدين والسيد ضياء الدين وفاطمة ومرضية.

### ولادته
ولد السيد المرعشي فجر يوم الخميس المصادف للعشرين من شهر صفر سنة 1315 هـ. في النجف، وقد اختار له المحدث النوري بعد أن أذن في أذنه اليمنى، وأقام في اليسرى اسم محمد حسين، فيما اختار له الميرزا حسين بن الميرزا خليل لقب آقا نجفي، وكنّاه السيد مرتضى الكشميري بأبي المعالي، فيما لقّبه السيد إسماعيل الصدر بشهاب الدين.

## دراسته
في بداية حياته الدراسية قام بدراسة العلوم الجديدة، وبعض الكتب في علم الطب القديم، ودرس العلوم الدينية في حوزة مدينة النجف، وفي عام 1342 هـ سافر إلى العاصمة طهران، وبقي هناك لمدّة سنة، يدرس فيها العرفان، والعلوم العقلية، وفي عام 1343 هـ سافر إلى مدينة قم لإكمال دراسته.